# كهرمان بلطيقي

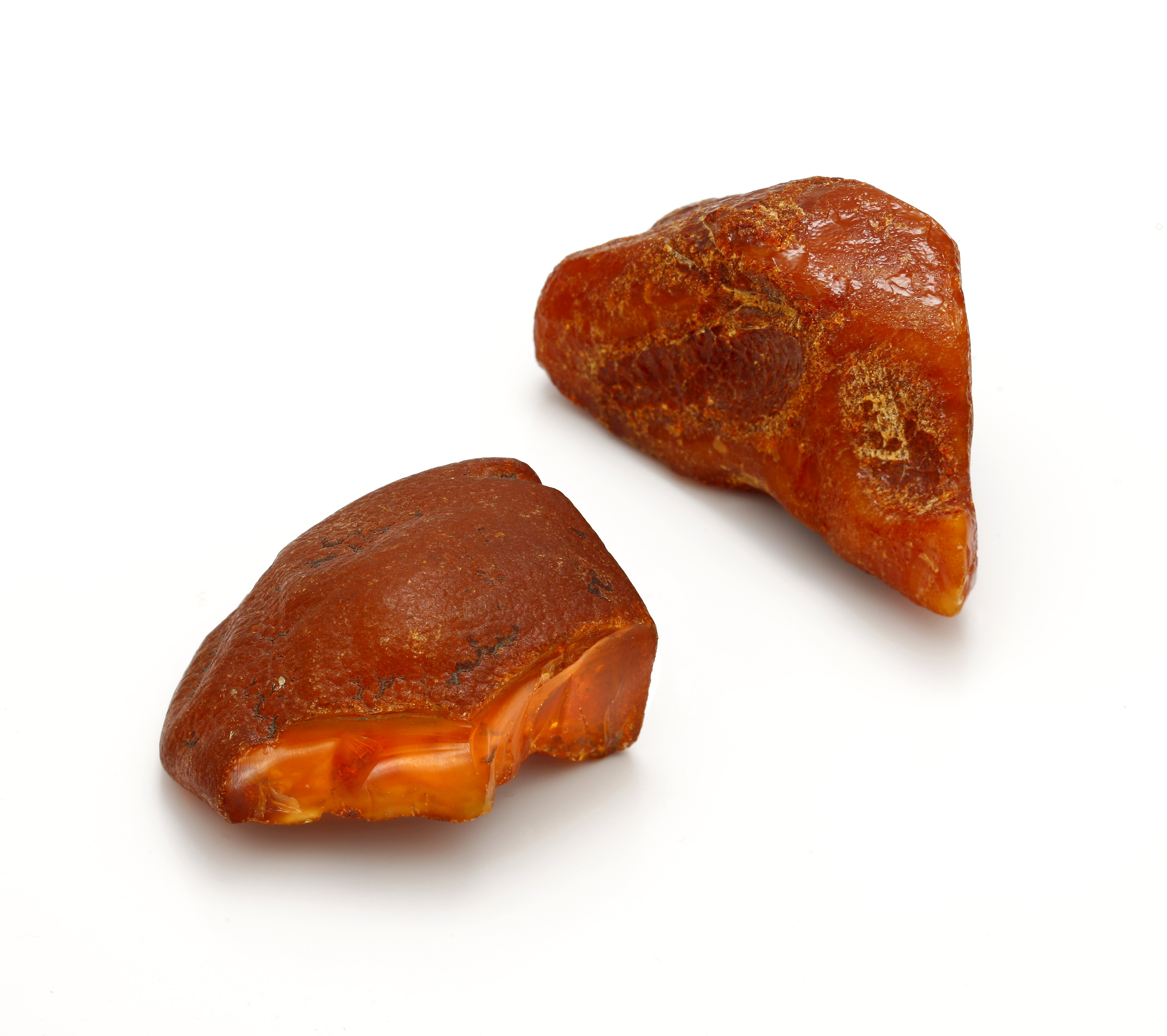
العنبر البلطيقي الخام غير المصقول

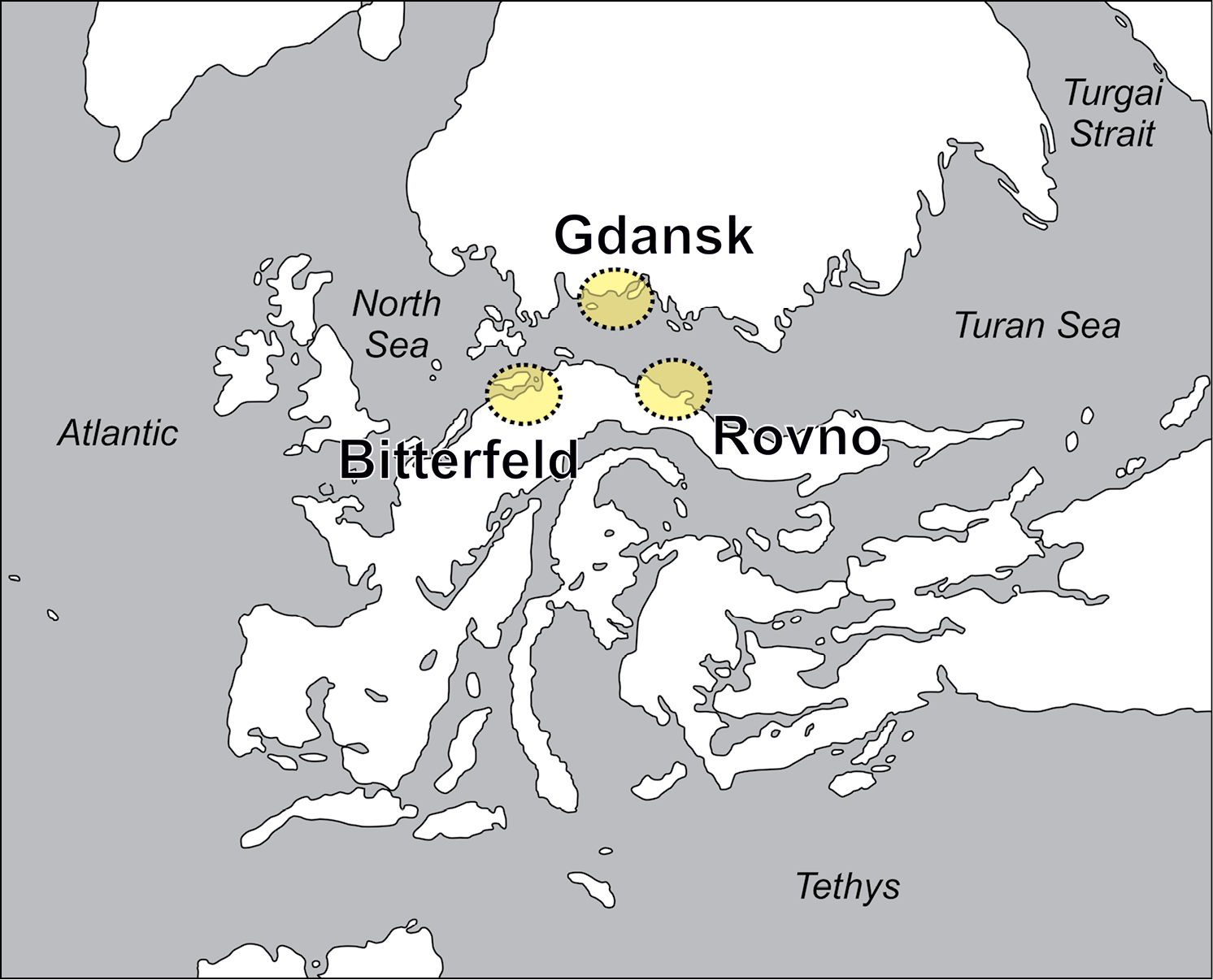
الجغرافيا القديمة لأوروبا في أوائل ومنتصف الإيوسيني، مع وجود العنبر البلطيقي في غدانسك وكهرمان روفنو وكهرمان بيترفيلد المترسب في نفس الوقت.

الكهرمان البلطيقي (بالإنجليزية: Baltic amber) أو السكسينيت (Succinite)، هو كهرمان مستخرج من منطقة البلطيق، التي تُعد موطنًا لأكبر الرواسب المعروفة منه. تكوّن هذا الكهرمان في فترة الإيوسيني، لكن توقيت ذلك تحديدًا لا يزال مثار جدل. تُشير التقديرات إلى أن هذه المنطقة المشجرة أنتجت الراتنج الذي كوّن أكثر من 100,000 طن من الكهرمان. في الوقت الحاضر، يأتي أكثر من 90% من كهرمان العالم من مقاطعة كالينينغراد الروسية. وهو مصدر دخل رئيسي للمنطقة؛ حيث استخرج مجمع كالينينغراد للكهرمان 250 طنًا منه في عام 2014 و400 طن في عام 2015. ويُعثر على الكهرمان البلطيقي أيضًا في بولندا، وكذلك في دول البلطيق.